# Marco Amelia
Marco Amelia, né le 2 avril 1982 à Frascati (Province de Rome), en Italie, est un joueur de football italien devenu entraîneur.
Il remporte avec la sélection olympique la médaille de bronze aux Jeux olympiques de 2004 et compte neuf sélections en équipe nationale entre 2005 et 2009, avec laquelle il remporte, sans jouer, la Coupe du monde de 2006.

## Carrière

### Club
Marco Amelia arrive en 1991, à neuf ans, à l'AS Rome où il réalise toute sa formation. En 2001, alors qu'il n'a jamais porté le maillot de son club formateur, il quitte les Giallorossi pour rejoindre en prêt l'AS Livourne, en Serie C1 (D3). Il n'y joue qu'un seul match pour sa première saison, mais Livourne, promu en Serie B, lève l'option d'achat fixée à 2,8 millions d'euros, dans le cadre du transfert en copropriété de Giorgio Chiellini. L'entraîneur Roberto Donadoni en fait son titulaire en 2002-2003. En 2003-2004, Livourne prête le joueur à un club de Serie A, l'US Lecce, puis à un autre, le Parme AC, où il ne brille pas particulièrement. Alors que Livourne fait son retour en Serie A, il retourne dans son club et y redevient titulaire. Il y réalise quatre saisons pleines, dans un club qui parvient à se qualifier pour la Coupe UEFA 2006-2007. Il s'y signale en marquant un but dans les arrêts de jeu face au Partizan Belgrade en poule, le 2 novembre 2006, une première pour un gardien italien sur la scène européenne. Le club italien est finalement éliminé en 16e de finale par l'Espanyol de Barcelone, futur finaliste.

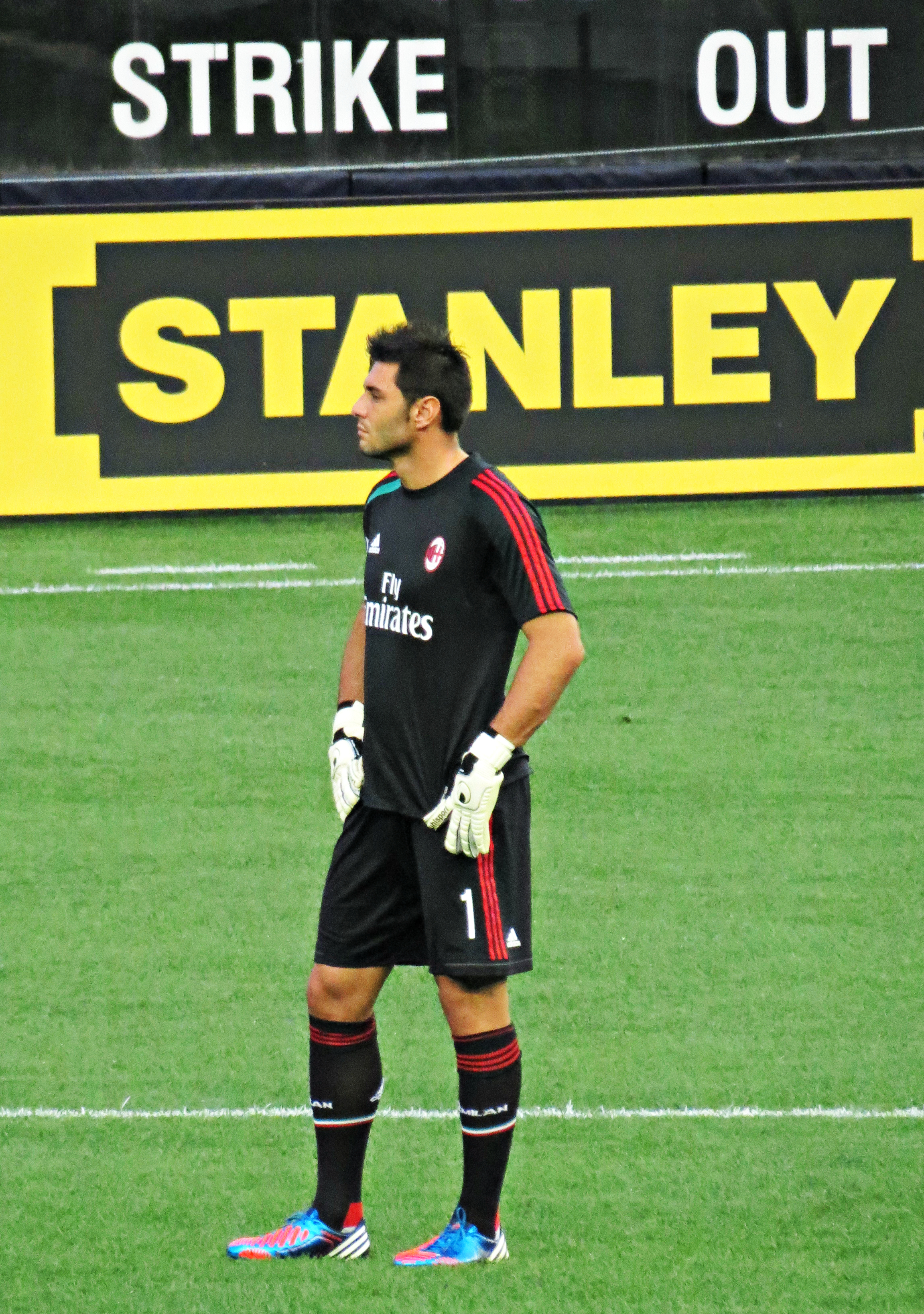
Marco Amelia sous le maillot du Milan AC, en 2012.

Après la relégation de Livourne, il rejoint le 5 juin 2008 l'US Palerme pour remplacer Alberto Fontana, âgé de 41 ans, contre une indemnité évaluée à 6 millions d'euros. Il se signale notamment en arrêtant un pénalty tiré par Ronaldinho lors d'une victoire face au Milan AC, mais aussi en encaissant un but de 45 mètres lors d'un « derby de Sicile  » perdu à domicile face à Catania (0-4). Le club termine à une la 8e place. En 2009, il est transféré au Genoa dans le cadre d'un échange avec le gardien de but brésilien Rubinho. Mise en concurrence avec sa doublure Alessio Scarpi (en), Amelia reste titulaire la majeure partie de la saison malgré des performances inégales.
Le 23 juin 2010, après cette saison compliquée, il est prêté avec option d'achat au Milan AC, qui a vendu Marco Storari à la Juventus Turin. Même s'il n'est que la doublure de Christian Abbiati, son transfert est complété en mai 2011 contre une indemnité de 3,5 millions d'euros. Il signe un contrat de trois ans. Profitant des blessures d'Abbiati, il fait 14 et 13 apparitions les deux saisons suivantes, toutes compétitions confondues. Son contrat n'est finalement pas renouvelé au bout de la saison 2013-2014, sa 4e à Milan. Sa fin de contrat est entachée par les rumeurs d'une bagarre l'ayant opposé au défenseur Daniele Bonera le 19 mai 2014, qu'il dément.
Le 8 octobre 2015, du fait de la blessure de Thibaut Courtois jusqu'en décembre, Amelia s'engage avec Chelsea.

### Équipe nationale
Marco Amelia fait ses débuts en sélection des moins de 15 ans en mars 1998, lors d'un tournoi en France. Il est ensuite régulièrement sélectionné en équipe nationale des moins de 16 ans, des moins de 18 ans, puis en sélection espoirs à partir d'octobre 2002. Sous la direction de Claudio Gentile, il remporte le Championnat d'Europe espoirs en 2004, comme titulaire (le match pour la 3e place est sa 19e et dernière sélection espoirs), puis la médaille de bronze aux Jeux olympiques à Athènes, comme doublure d'Ivan Pelizzoli.
Alors qu'il s'affirme en Serie A avec Livourne, il débute en équipe nationale le 16 novembre 2005 contre la Côte d'Ivoire, en remplaçant en cours de match Christian Abbiati. Il est sélectionné pour la Coupe du monde de 2006 comme troisième gardien derrière Gianluigi Buffon et Angelo Peruzzi, et devient ainsi, sans jouer, champion du monde.
Avec la retraite sportive de Peruzzi, il devient la doublure de Gianluigi Buffon en équipe nationale d'Italie. Il participe ainsi à l'Euro 2008 puis à la Coupe des confédérations 2009, sans jouer cependant. Il dispute seulement deux matchs officiels FIFA, en octobre 2008 dans le cadre des éliminatoires de la Coupe du monde 2010. Il apparaît une dernière fois le 10 juin 2009 lors d'un match amical face à la Nouvelle-Zélande, disputé en Afrique du Sud avant la Coupe des confédérations 2009, et devancé par Federico Marchetti dans le rôle de la doublure, n'est plus convoqué après cette compétition.

## Palmarès

### AC Milan
- Championnat d'Italie
  - Champion : 2011[10]

### Équipe nationale
- Coupe du monde
  - Vainqueur : 2006 avec l'équipe d'Italie

- Championnat d'Europe espoirs
  - Vainqueur : 2004 avec l'équipe d'Italie espoirs

- Jeux olympiques
  - Médaille de bronze : 2004 avec l'équipe d'Italie olympique